# Streptocarpus euanthus
Streptocarpus euanthus är en tvåhjärtbladig växtart som beskrevs av Rudolf Mansfeld. Streptocarpus euanthus ingår i släktet Streptocarpus och familjen Gesneriaceae. Inga underarter finns listade i Catalogue of Life.